# Arvernes
Pour les articles homonymes, voir Arvernes (homonymie).
Les Arvernes (en latin : Arverni ; en grec ancien : Ἀρουέρνοι / Arouérnoi) sont l'un des principaux peuples celtes de la Gaule indépendante, du VIIe siècle av. J.-C. à la conquête romaine. Au cours de l'époque impériale, ils constituent les habitants d'une cité gallo-romaine portant leur nom (civitas arvenorum) et rattachée à la province de Gaule Aquitaine. Ils occupent dans l'Antiquité un territoire correspondant à la région de l'Auvergne qui lui doit d'ailleurs son nom. Les Arvernes les plus connus de l'Histoire sont les rois Luernos, Bituitos, son fils, et Vercingétorix, fils de Celtillos, qui fut l'un des adversaires de Jules César lors de la Guerre des Gaules.
Du fait de leurs ressources en or, argent, bronze et de leur maîtrise de la métallurgie, et de l'artisanat, les Arvernes, peuple celte du Massif central, sont parmi les plus riches et les plus puissants des Gaulois, avec au moins quatre oppidums dominant la plaine. Ils formèrent une confédération avec plusieurs peuples voisins, clients ou tributaires. Les Arvernes ont créé et développé plusieurs capitales successives, toutes placées dans la plaine de la Limagne, à proximité de l'Allier. La première capitale des Arvernes est une vaste agglomération au début du IIIe siècle av. J.-C., située à Aulnat. Elle est supplantée à la fin du IIe siècle av. J.-C. par l'oppidum de Corent. Il est aussi probable que la capitale des Arvernes ait été pendant quelques décennies l'oppidum de Gergovie, au sud de Clermont-Ferrand, où serait né Vercingétorix. Nemossos est une autre ville arverne, bâtie sur une caldeira volcanique, qui est qualifiée par le géographe Strabon, au début du Ier siècle av. J.-C., de « métropole » des Arvernes, qui fut à l'origine de la ville romaine de Nemetum, renommée plus tard Augustonemetum en l'honneur de l'empereur Auguste. Elle fut à l'origine de la future agglomération de Clermont-Ferrand, où de nombreuses villas gallo-romaines ont été trouvées et où les fouilles se poursuivent.
L'archéologie du territoire des Arvernes a permis depuis les dernières décennies la mise au jour de sépultures collectives de chevaux et de cavaliers liées à la guerre des Gaules de -57 à -52, d'enceintes religieuses destinées aux banquets, d'œuvres d'évergètisme supposées être l'œuvre des rois arvernes, ainsi que des sanctuaires, un hémicycle laténien, un mobilier monétaire abondant et des restes d'offrandes (ossements animaux et amphores) liés à des pratiques cultuelles et rituelles.
La Guerre des Gaules met fin à l'indépendance politique et militaire des Arvernes. Si la victoire de Vercingétorix lors du siège de Gergovie permet à ses troupes de poursuivre les Romains vers le nord, les alliances gauloises de Jules César, déjà vainqueur des peuples Helvètes et Belges (58 à 52 av. J.-C.) puis l'apport de cavaliers Germains contribuent à isoler Vercingétorix et sa coalition, qui sont défaits à Alésia, oppidum des Mandubiens où Vercingétorix a dû se retrancher en 52 av. J.-C.. Vaincus, les Arvernes voient leur territoire transformé en civitas romaine, avec pour chef-lieu la ville de Clermont-Ferrand, qui connait alors une continuité d'occupation au cours de l'époque médiévale et jusqu'à nos jours.

## Ethnonyme

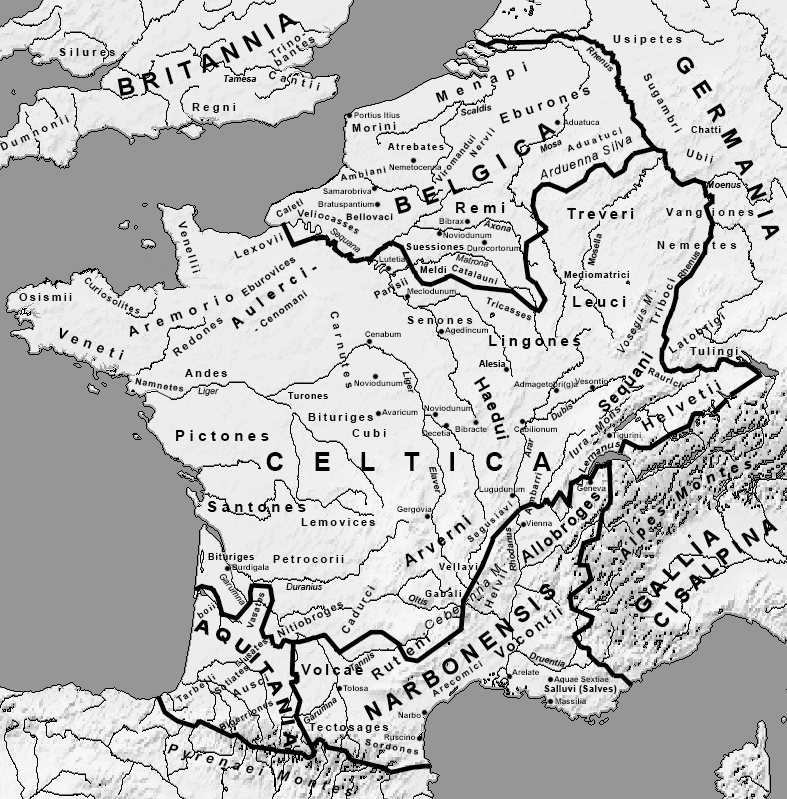
Carte des peuples gaulois.

La signification et l'origine du nom des Arvernes suscite le débat. Pour la plupart des historiens, il serait composé du préfixe gaulois are (« près de », « devant ») et de verno ou uerno (« aulnes » ou « aulnaies »).
Ainsi, de même que les Armoricains étaient « ceux qui vivent près de la mer », les Arvernes seraient « ceux du pays de l'Aulnaie », « ceux qui vivent devant des terres plantées d'aulnes », ou encore « ceux qui vivent devant des terres cultivées ».
Cependant selon Pierre-Yves Lambert, spécialiste de la langue celtique, le nom signifierait « ceux qui sont au-dessus »,, formé à partir du radical ver- : « sur, supérieur », les Arvernes vivant « au-dessus » de leurs voisins, sur des plateaux de hauteur.
Plus récemment, une hypothèse a été avancée suggérant que le nom Are-vernos, traduit par « Devant d'aulne », évoque par métonymie, les boucliers en aulnes utilisés par les guerriers arvernes. Cette thèse est renforcée par le fait qu'il existe d'autres peuples portant un nom inspiré par leurs armes, ainsi les Gésates, nommés ainsi en référence à un javelot particulier, le gaison.

## Territoire des Arvernes

### Étendue et limites

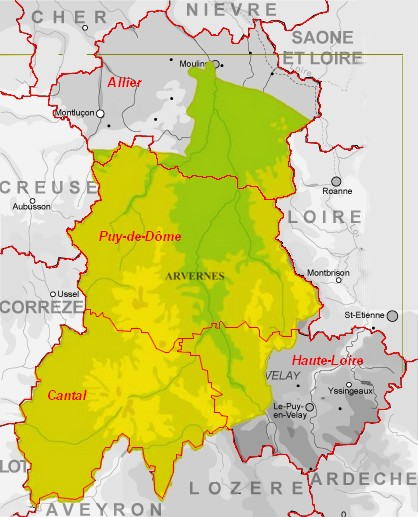
La cité des Arvernes superposée aux quatre départements de l'Allier, du Cantal, de la Haute-Loire et du Puy-de-Dôme

Le territoire contrôlé par les Arvernes recouvre les actuels départements du Puy-de-Dôme, du Cantal ainsi qu'une portion de l'Allier et de la Haute-Loire. Il est centré sur la dépression de la Limagne et de l'Allier qui constitue alors une artère primordiale dans les circulations économiques régionales[réf. nécessaire].
Les frontières de ce territoire sont assez bien connues, ayant fait l'objet de plusieurs études, notamment par analyse régressive, dans le but de déterminer leur emplacement. Les Arvernes sont séparés des Ségusiaves à l'est, par les monts du Forez qui forment une barrière naturelle particulièrement marquée. La limite occidentale du territoire arverne, qui sépare ces derniers des Lémovices, est clairsemée de toponymes évoquant une frontière, des confins, ainsi Margerides, Eygurande, ou Randeix à proximité de Flayat.
Si des toponymes de confins, tels que le lieu-dit de Chamérande à Trévol, Guérande à Toulon-sur-Allier, balisent les marches des cités arverne, biturige et éduenne, on constate en revanche que le nord de la cité arverne présente un faciès archéologique particulier, distinct de celui de la Limagne au sud, et montrant des échanges intenses sur ce territoire. L'archéologue David Lallemand va plus loin et émet l'hypothèse que les Ambivarètes, petit peuple client des Eduens qui n'a jamais pu être localisé par l'épigraphie ou la numismatique, auraient occupé un territoire centré sur Vichy, Varennes-sur-Allier et l'oppidum de Cusset, en situation de tampon entre territoire biturige et territoire arverne.
La frontière méridionale sépare les Arvernes des peuples des Cadurques, Rutènes, Gabales et Vellaves, en majorité des clients ou dépendants des Arvernes. Elle est marquée par d'abondants toponymes-frontière tels que Guirande, Aurières, Couffin, L'Hirondelle, Termes ou La Durande. Les monts de la Margeride - ce dernier nom étant lui-même un toponyme-frontière - séparent ainsi les Arvernes, les Gabales et les Vellaves. L'inconnue principale sur cette limite est la position du peuple des Eleutètes dont il est possible qu'ils soient situés entre les Rutènes et les Gabales à proximité de l'agglomération de Lieutadès.
Le peuple des Vellaves enfin, selon Strabon, faisait partie de la confédération Arverne avant de prendre son indépendance. Le témoignage de César suggère que l'émancipation des Vellaves pourrait prendre place aux alentours de l'époque de la guerre des Gaules.

### Organisation interne et principaux lieux de pouvoir

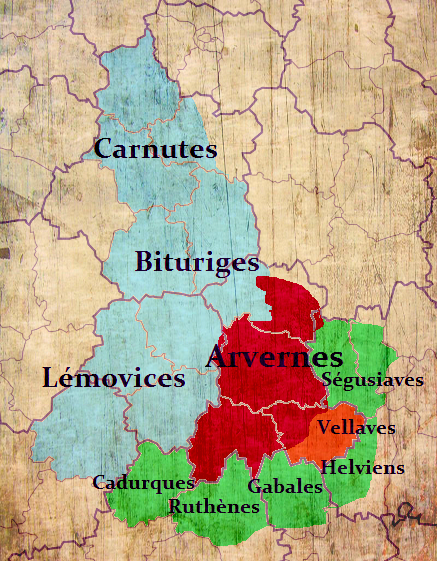
Confédération Arverne : Arvernes en rouge ; peuples clients en vert ; bleu : Alliés.

Le territoire arverne est centré sur la plaine de la Limagne, qui est, au moins depuis le IVe siècle av. J.-C., sa principale zone de production agricole, comme en témoigne la multiplication de fermes indigènes à cet endroit et à cette époque.
L'autre élément polarisateur de la plaine de la Limagne est l'Allier, axe de communication majeur vers les civitates de la Loire et par là, vers le nord de la Gaule et l'île de Bretagne.
Les Arvernes sont l'un des rares peuples celtiques, dont on ait fouillé six agglomérations d'époque gauloise, montrant ainsi l'évolution de leur urbanisme et des modalités de l'occupation de leur territoire[réf. nécessaire]. Le mode de structuration très centralisé de la cité arverne est matérialisé par la succession de centres urbains de grande importance en Limagne et par la quasi absence de ceux-ci en périphérie de la cité[réf. nécessaire]. Toutefois les recherches[réf. nécessaire] menées sur les oppidums de Bègues et de Cusset nuancent ce dernier point qui pourrait être dû à un biais de la recherche archéologique en Auvergne.

#### Axes de communication
Plusieurs axes de communication se croisent sur le territoire arverne. L'un des plus importants à l'époque antique est le tracé de la voie romaine d'Agrippa de Lyon à Saintes, passant par Feurs, Clermont et Limoges. De cette voie part également une bifurcation en direction de Bordeaux et la cité des Bituriges Vivisques via le territoire des Rutènes.
Par ailleurs plusieurs axes routiers relient Clermont-Ferrand (Augustonemetum) aux chefs-lieux des cités voisines, ainsi la voie de Poitiers à Clermont dessert également le territoire Biturige via Chantelle, Néris-les-Bains, Châteaumeillant et Argenton-sur-Creuse, eux-mêmes reliés à Bourges (Avaricum) par un réseau secondaire. Une autre voie relie Clermont à Saint-Paulien (Ruessio), capitale des Vellaves en suivant le cours de l'Allier. De Saint-Paulien elle permet de rejoindre le territoire des Helviens, la province de Narbonnaise et le Rhône. Un troisième axe relie les Arvernes aux Gabales et par eux à Narbonne.
On doit aussi mentionner la Via Celtica passant en hauteur par le Plomb du Cantal vers le Midi.
Ces voies romaines sont partiellement ou en totalité héritées d'itinéraires et de routes gaulois antérieurs à la conquête[réf. nécessaire].
La cité arverne possède par ailleurs un axe de communication fluvial, l'Allier. Par cet axe, le peuple arverne bénéficie d'un accès privilégié au commerce transitant par la Loire.

#### Agglomérations urbaines etoppidaconnus
- Agglomération ouverte d'Aulnat: découverte en 1939 lors de travaux d'aménagement de la base aérienne. Occupée tout au long des IIIe et IIe siècles av. J.-C., cette agglomération, s'étendant sur 150 à 200 hectares et dépourvue de fortification est considérée comme la première capitale de la cité arverne[17].
- Oppidum de Corent : oppidum gaulois de 50 à 60 hectares situé à Corent dans le Puy-de-Dôme, à une quinzaine de kilomètres de Clermont-Ferrand. Occupé de la seconde moitié du IIe siècle av. J.-C. jusqu'au lendemain de la guerre des Gaules, le site fait l'objet de campagnes de fouilles régulières depuis 2001[18]. Ces fouilles récentes ont permis d'y découvrir un sanctuaire, un hypothétique édifice de réunion communautaire, une place publique, un ensemble de bâtiments destinés au commerce, de nombreuses habitations et un important site de stockage de céréales, pouvant potentiellement compter mille silos, permettant un stockage total de plusieurs centaines de tonnes de céréales[19]. Corent prendrait le relais d'Aulnat comme capitale des Arvernes à la fin du IIe siècle av. J.-C. et tient ce rôle jusqu'à la transition vers Gergovie et la fondation d'Augustonemetum[20]. Le sanctuaire de l'oppidum cependant, ainsi qu'une partie de l'agglomération, se maintiennent à l'époque romaine et l'ensemble reste un pôle religieux important jusqu'au IVe siècle apr. J.-C. Le site de l'oppidum connaît également des occupations antérieures, à l'âge du bronze et au premier âge du fer.
- Augustonemetum : fondée à la suite de la réorganisation des Gaules par Marcus Vipsanius Agrippa vers 27 av. J.-C., Augustonemetum correspond aujourd'hui au centre-ville de Clermont-Ferrand, où entre autres découvertes ponctuelles, la trace d'une statue colossale de bronze, de quelque quatre mètres de hauteur a été trouvée (seul son pied est conservé), attestant d'une parure monumentale conséquente et d'un probable lieu de culte dédié à Rome et à Auguste.
- Oppidum de Gergovie : premier oppidum arverne identifié, il a été le lieu de la bataille de Gergovie et aurait été, selon Strabon[21], le lieu d'origine de Vercingétorix et de sa famille. C'est, parmi les oppida arvernes, l'un des plus tardifs. Il prend de l'importance après la guerre des Gaules et apparaît comme une transition entre l'occupation de l'oppidum de Corent et celle d'Augustonemetum.
- Oppidum de Gondole : C'est le troisième et le plus petit des oppida de Limagne. Il possède néanmoins un faubourg artisanal situé à l'extérieur de son rempart. La fouille de ce faubourg a livré la trace d’événements violents, que l'on peut supposer liés à l'épisode du siège de Gergovie. Par ailleurs le site est principalement connu pour la découverte, en 2002, lors d'une campagne de fouilles, d'une tombe contenant les restes de huit cavaliers et de leurs huit chevaux[22].

Il est également possible de mentionner parmi les agglomérations remarquables en territoire arverne, l'oppidum de Cusset, celui de Bègues et peut-être celui de Maringues, ou encore pour la période romaine, l'agglomération ouverte de Lezoux, celle du col de Ceyssat, par laquelle on accédait au temple de Mercure au sommet du puy de Dôme, et celle, moins connue, de la Croix de la Pierre à Beaulieu ainsi que le site gallo-romain de Beauclair à Voingt, qui a livré l'une des rares attestations du théonyme Teutates.

### Ressources économiques
La plaine de la Limagne est le principal espace de production agricole des Arvernes. Dès le Ve siècle av. J.-C., la plaine est déboisée et mise en culture[réf. nécessaire]. Rapidement les marécages sont drainés et ajoutés aux terres agricoles. Ces mesures permettent rapidement aux Arvernes de dégager des excédents agricoles. Des études palynologiques et carpologiques révèlent que, dès cette période, la Limagne est occupée par un paysage très ouvert, ou prédomine la céréaliculture, d'orge notamment[réf. nécessaire]. Il y a également des traces ponctuelles de culture de légumineuses, essentiellement de lentilles. La conquête romaine entraîne une diversification des ressources agricoles, aux cultures céréalières s'ajoutent progressivement des cultures maraîchères, des vergers et des vignobles. Sidoine Apollinaire, auteur tardif d'origine lyonnaise ayant fini sa vie à Clermont-Ferrand, mentionne explicitement l'existence de ces derniers au Ve siècle de notre ère. Il évoque également la grande fécondité du territoire arverne en général et de la plaine de la Limagne en particulier.
Les Arvernes pratiquent également l'élevage mixte de bovidés, de suidés et d'ovi-caprins. Parmi les ovi-caprins, les moutons et en particulier les brebis, sont majoritaires, les chèvres ne formant qu'une population marginale au regard des analyses quantitatives des restes de faune découverts en contexte archéologique. Les moutons sont généralement abattus à un âge avancé, ce qui suggère qu'ils sont davantage élevés pour leurs produits dérivés - lait, laine, cuir, corne et fumier - que pour leur viande. C'est un tableau similaire qui se dessine pour l'élevage du bœuf, d'abord élevé pour sa force de travail, avant d'être abattu pour sa viande. À l'inverse, le porc est, lui, principalement destiné à la production bouchère. On note pour l'ensemble des différents cheptels bovins, ovins et porcins, une augmentation de la taille des individus au cours du temps. Celle-ci est peut-être due à l'importation ponctuelle d'individus méditerranéens, destinés à la reproduction.
Le chien est parfois consommé comme un animal de boucherie, toutefois les traces d'élevages sont ténues. Cependant les textes antiques nous indiquent un lien particulier entre les élites arvernes et leurs chiens, parfois assimilés à des animaux dressés pour la guerre ou la chasse.
Les ressources minières sont une des autres productions centrales de l'économie arverne protohistorique, en particulier dans le massif des Combrailles et la région de Massiac. Parmi les ressources disponibles, on peut mentionner le plomb argentifère autour de Pontgibaud, l'or à Labessette, ou l'antimoine et, encore une fois, le plomb argentifère à Massiac. On peut aussi mentionner de manière plus anecdotique des gisements de cuivre, d'étain, de pyrite de fer et de bitume dont l'exploitation par les Arvernes est également possible.

## Histoire

### Des origines à la conquête romaine de la Narbonnaise

#### Sources historiques et archéologiques
Comme pour les autres peuples celtiques de l'Antiquité, les Arvernes ne nous ont pas laissé de sources écrites nous permettant d'accéder à un récit historique complexe dont ils seraient les narrateurs. Ils ne nous sont donc connus que par les mentions qu'en font les auteurs grecs et latins postérieurs souvent à leur indépendance politique. Pour autant, les Arvernes constituent dans l'historiographie antique un peuple bien identifié, politiquement puissant et organisé, véritable centralité politique dans l'écosystème du monde celtique. Selon Tite-Live, ils participèrent à l'expédition de Bellovèse en l'Italie, au VIe siècle av. J.-C.. Tite-Live fait également intervenir les Arvernes lors de la deuxième guerre punique (218 - 202 av. J.-C.), puisqu'un ambassadeur arverne aurait rencontré sur la côte languedocienne le carthaginois Hasdrubal, qui venait appuyer Hannibal en Italie et lui aurait fait bon accueil, notamment en le guidant (XXVII, 39). Si c'est Jules César qui nous permet surtout de les connaître au Ier siècle av. J.-C., les Arvernes font donc leur apparition plus tôt dans nos sources. On les retrouve ensuite à l'occasion de leur confrontation avec les Romains au IIe siècle av. J.-C., au cours de l'irruption de la puissance romaine dans le sud de la Gaule, notamment sous la plume du grec Poseidonios. Ce dernier, ayant voyagé en Gaule celtique au début du Ier siècle av. J.-C., y a recueilli un grand nombre de témoignages oraux concernant les lieux, les peuples, les dieux, les traditions antérieures. Son œuvre s'est largement perdue mais des extraits sont repris régulièrement par des auteurs postérieurs, tels Strabon, Diodore de Sicile et Athénée. Avec d'autres sources grecques comme Appien, le travail de Poséidonios nous permet de remonter avec plus ou moins de fiabilité jusqu'au milieu du IIe siècle av. J.-C.
Ces sources littéraires - marquées par les préjugés de leur époque - sont régulièrement confrontées aux enseignements de plus en plus riches que nous livre l'archéologie. La mise en place de l'entité culturelle arverne est en effet bien antérieure aux années 200 avant notre ère. L'archéologie peut d'ailleurs confirmer cette ancienneté : la céramique arverne, de bonne facture et bien diffusée en Gaule du centre, est assez spécifique et présente des décors très élaborés. Ses antécédents remontent vraisemblablement au début du IIIe siècle av. J.-C. et témoignent d'une cohérence techno-économique au sein de leur territoire. La connaissance des agglomérations des arvernes, leur architecture, leur urbanisme précoce, leurs fortifications et leurs structures économiques, permise par l'archéologie aérienne et préventive, renouvelle ainsi considérablement notre approche de cette entité politique et territoriale.

#### Hégémonie politique et militaire au centre de la Gaule à l'époque hellénistique
Étant l'un des plus grands peuples celtiques et battant une abondante monnaie, située à un carrefour des échanges est-ouest et nord-sud, les Arvernes offrirent souvent leur protection à plusieurs peuples alentour, moins puissants et moins influents et étaient réputés pour leur art militaire, leurs chevaux rapides et leur cavalerie, notamment d'après Jules César dans son ouvrage Commentaires sur la Guerre des Gaules.

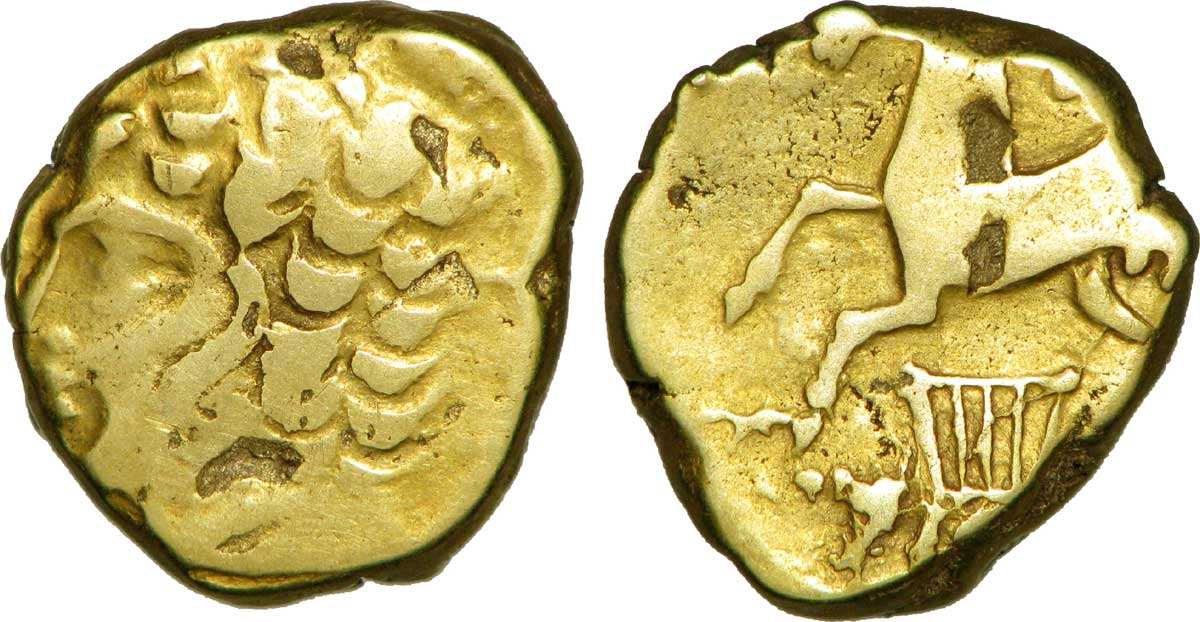
Statère d’or pâle à la lyre et à l’étendard frappé par les Arvernes.Date : c. 120-60 AC. Description revers : Cheval bondissant à gauche ; une lyre à trois cordes entre les jambes et une croisette bouletée incluse dans un quadrilatère au-dessus du cheval.

Les sources gréco-romaines nous présentent - pour le milieu du IIe siècle av. J.-C. - un système politique fondé sur l'existence d'une monarchie imposant son hégémonie aux peuples du centre et du sud de la Gaule. Selon Strabon (Géographie, IV, 2, 3) l'hégémonie arverne se serait étendue du Languedoc au territoire marseillais, jusqu'à l'océan et au Rhin. Le terme grec que l'on peut comprendre par « hégémonie », ou par « puissance », a parfois été traduit par « territoire », ou « empire ». Ainsi est née le mythe historiographique d'un « empire arverne » qui aurait connu une large extension sur le continent au IIe siècle, préfigurant d'une certaine l'unité nationale française comme première entité politique unificatrice sur le territoire.
Le lexique employé par Strabon est à comprendre comme décrivant plutôt une position momentanée de supériorité diplomatique, militaire et politique, à l'image des hégémonies antérieures qu'a connues l'histoire grecque classique autour des cités d'Athènes, Sparte et Thèbes. La construction historiographique d'une puissance arverne obéirait aussi, possiblement, à une logique de mise en valeur des victoires militaires obtenues par les généraux romains sur ce peuple à partir des années -121 : en faisant des Arvernes la grande puissance celtique du temps, les auteurs chercheraient à grandir l'exploit que représentait le fait de les défaire sur le champ de bataille.
Que les Arvernes aient été une puissance politique et militaire incontournable en Gaule à cette époque est cependant incontestable et il est probable qu'ils tinrent pendant une assez longue période le sommet des puissances de Gaule centrale, dirigeant un assez vaste réseau d'alliances avec des peuples plus ou moins proches et puissants et exerçant une contrainte plus ou moins directe sur les petits peuples constituant leur voisinage, tels les Rutènes, les Cadurques ou les Gabales. Cette hégémonie était bien sûr militaire et guerrière — la guerre jouant un rôle social et politique central dans les aristocraties gauloises. Jean-Baptiste Colbert de Beaulieu a émis l'hypothèse que cette hégémonie pouvait être perçue à travers les monnaies gauloises de cette époque. Si ses hypothèses ont été en partie corrigées, il n'en reste pas moins que le monnayage arverne est bien le reflet d'un peuple prospère et riche, pouvant imposer ses normes économiques et organisant un domaine privilégié de circulation monétaire autour de son territoire. Les monnaies arvernes sont nettement individualisées au plus tard au milieu du IIe siècle av. J.-C. Leur iconographie est typique et s'est élaborée à partir d'un prestigieux modèle grec, des statères portant la tête d'Apollon.

#### Pouvoir royal fondé sur la générosité publique?

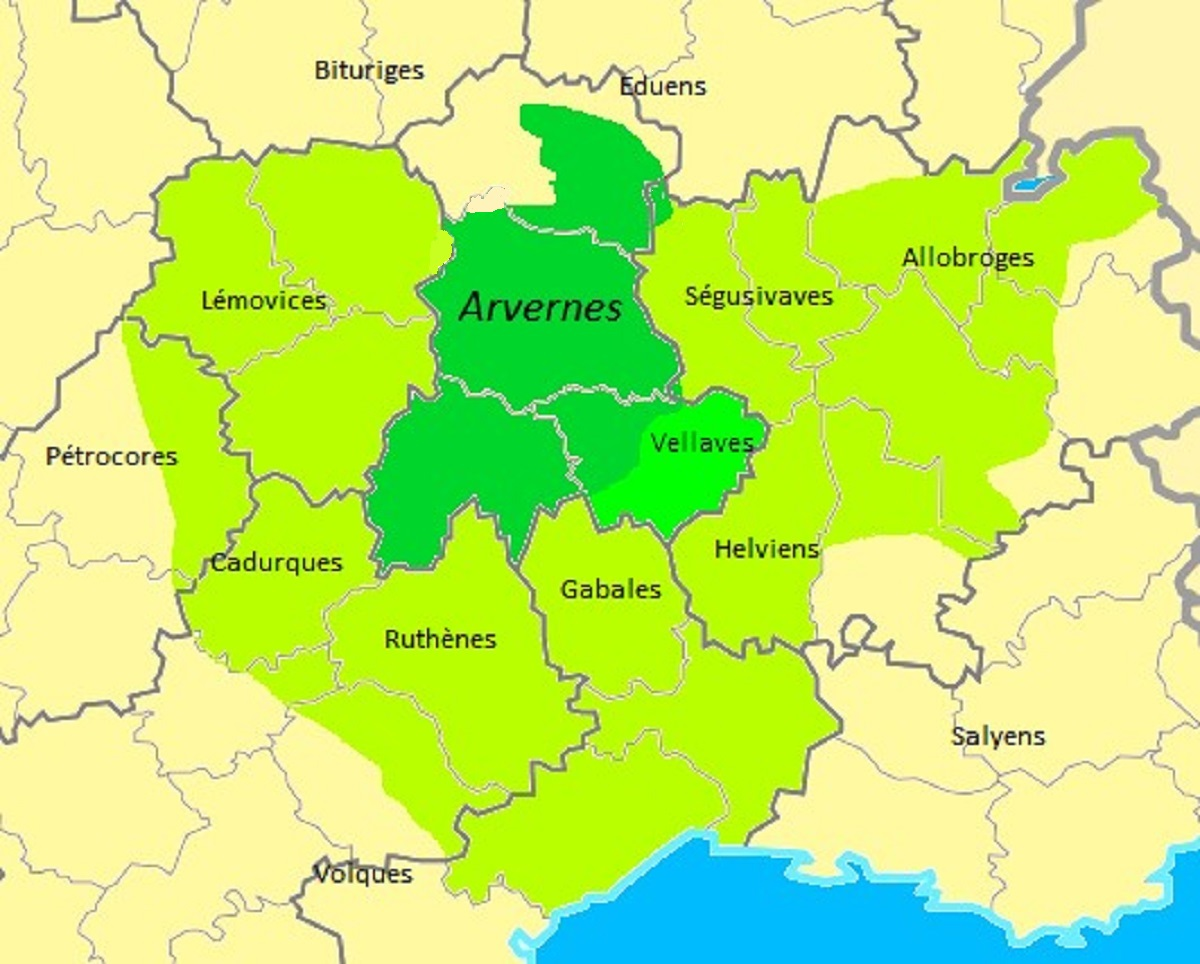
Arvernes et peuples clients sous le règne du roi Luern :
- Vert foncé : peuple arverne et Arvernie. Vert médian : Vellaves, anciens arvernes ayant fait sécession et vassaux des Arvernes. Vert clair : Peuples clients (vassaux) des Arvernes.

La richesse et la renommée des rois arvernes est alors à son comble entre les années 150 et 120 avant notre ère. Plusieurs personnages illustres furent renommés par-delà même la mémoire gauloise : la prodigalité de Luernios est ainsi restée légendaire et ses banquets, ses distributions d'argent nous sont connus par le témoignage de Poseidonios.
Les fouilles de Corent ont permis d'y mettre au jour un sanctuaire ayant livré les restes de près de 30 000 amphores brisées. Une telle concentration matérielle dans un espace cultuel amène actuellement les archéologues à interpréter cet ensemble comme un enclos à banquets communautaires. Il s'agit en effet d'un vaste espace quadrilatère d'environ 50 mètres de côté, entouré d'une galerie couverte et d'une haute palissade en matériaux périssables. Quarante-huit poteaux y soutenaient un portique de six mètres de large. Deux bâtiments jumeaux y étaient construits, dans lesquels ont été fouillées des cuves destinées à recevoir les liquides de libations, de nombreux restes animaux et du matériel monétaire.
La royauté arverne dépendait du prestige personnel gagné à la guerre et entretenu au quotidien par la redistribution des richesses à la collectivité, selon des cercles de sociabilité politique et économique de plus en plus larges, au cours de cérémonies publiques, démonstratives soigneusement organisées dans des lieux précis du territoire. Les textes antiques nous montrent aussi à cette occasion l'importance des bardes : leur talent est là pour relayer le pouvoir du roi, l'affirmer, le pérenniser.
Le prestige gagné à la guerre pouvait se donner à voir par l'affichage ritualisé et scénarisé des têtes coupées des vaincus au sein d'édifices cultuels et domestiques, comme c'était aussi vrai chez les celtes Salyens occupant l'Oppidum d'Entremont. Ces pratiques nous sont par ailleurs aussi relatées dans les textes grecs nous narrant la fierté que chefs gaulois avaient d'exhiber les crânes des ennemis vaincus à l'encolure de leur monture de guerre. Là encore, l'archéologie a permis d'attester de la véracité de cette pratique en contexte arverne : une céramique découverte à Aulnat porte une incision représentant un guerrier à cheval, l'encolure de la monture étant ornée de têtes coupées. Le roi et les chefs Arvernes, formant une aristocratie militaire à la tête de la pyramide sociale et des relations de domination économique et militaire, semblent donc avoir mis en scène leur pouvoir par ces deux relais que sont les victoires militaires et l'évergétisme, par le biais de la redistribution et de la commensalité que constituent le temps du banquet public.

#### Prédation et puissance économique arverne
Les données archéologiques permettent de caractériser les domaines d'excellence de l'économie et de la technologie arverne : poterie, métallurgie, armes de jet, roues de char de grande qualité, cotte de mailles et armements offensifs raffinés, orfèvrerie et toreutique avancées, exploitation agricole développée.
Ces différents pans permettent d'estimer à grands traits la richesse démographique et militaire des Arvernes. Les fouilles récentes à Corent, Gondole et Aulnat et en particulier la découverte de plusieurs centaines de silos à grain enterrés, en août 2015 ont permis d'estimer la population arverne entre 300 000 et 500 000 habitants.
Comme dans les autres régions de Gaule l'habitat s'organise au IIe siècle av. J.-C. en gros villages assez étendus. Mais en Auvergne, dans la plaine très fertile de la Limagne, ils sont extrêmement proches et denses. Cela explique alors l'ampleur des troupes mobilisées par les rois arvernes et leur capacité à mener de vastes expéditions de pillages dans les territoires alentour.
La richesse du monnayage arverne trouverait son explication dans la capacité de ce peuple à drainer par la guerre un abondant butin et un tribut régulier, en particulier versé en métaux non monnayés comme l'or et l'argent. Le territoire arverne n'est en effet pas l'un des plus aurifères, à la différence de celui de leurs voisins les Lémovices. L'or du monnayage arverne semble donc avoir été acquis par le versement de tributs, de forts échanges commerciaux, des prises de guerre, mais peut-être aussi par des opérations de mercenariat, parfois très loin de la Gaule. On sait par exemple que Vercingétorix a été cavalier mercenaire pour les Romains dans ses jeunes années. Le métier des armes aurait ainsi été une source de revenu fiable et régulière pour les élites militaires arvernes, avec cependant l'inévitable conséquence qu'elle engendre une forme de dépendance financière entre appareil de guerre romain - à qui les Arvernes vendent leurs services - et survie économique des combattants.
La puissance militaire et diplomatique arverne est d'ailleurs progressivement mise à mal par les victoires romaines, notamment celle de Caius Sextius Calvinius à Entremont et celle de Quintus Fabius et Cnaeus Ahenobarbus à la bataille du confluent, toutes deux liées à la conquête de la Narbonnaise entre -124 et -121. Lors de la bataille du confluent, Bituitos, fils de Luernios fut vaincu et capturé.

### Montée en puissance romaine et perte d'indépendance: un siècle mouvementé

#### Défaite duconfluentet conséquences
En 125 av. J.-C., la colonie grecque de Massilia entre en conflit avec ses voisins celtes Salyens. Par le jeu des alliances et de l'infiltration de plus en plus poussée du système diplomatique romain à l'ouest de la Méditerranée, le conflit s'étend bientôt et implique les Romains et les Eduens, alliés des massaliotes. De leur côté, les Arvernes et les Allobroges forment une coalition aux côtés des Salyens.
Les Arvernes commandés par le roi Bituitos surgissent en août 121 devant l'armée de Quintus Fabius Maximus au confluent de l'Isère et du Rhône. À marche forcée, Cnaeus Domitius Ahenobarbus réussit à faire la jonction avec l'armée de son collègue et rejoint le théâtre de la bataille, menant l'assaut victorieux des Romains. La défaite est cinglante pour la coalition des Arvernes de Bituitos, qui est fait prisonnier. Cet échec signe la fin de l'influence arverne sur les peuples de la Gaule centrale et sud-centrale, du fait de l'affaiblissement de sa puissance militaire d'une part et du fait de la capture de son chef.

#### Effondrement de la monarchie arverne
Malgré cette défaite, les Arvernes restent un peuple important. Privés de leur hégémonie, ils n'en demeurent pas moins des acteurs centraux du monde celtique continental, devant désormais compter avec la formation de la province de Gaule transalpine au sud. L'exil de Bituitos et de son fils après la défaite de -121 a par ailleurs des conséquences politiques importantes au cœur du monde politique arverne. Comme pour bien d'autres peuples celtes à cette époque, la royauté cède la place à un gouvernement collectif aristocratique : au Ier siècle av. J.-C., les Arvernes étaient dirigés par une assemblée de magistrats et le magistrat suprême s'appelait peut-être le vergobret comme pour d'autres peuples gaulois.
Ce système de compétition pour les postes à responsabilité semble correspondre aux phénomènes de révolutions oligarchiques que l'on connaissait pour le monde grec et romain de l'époque archaïque, menant à des systèmes juridiques et politiques variés (comme la République à Rome par exemple). Il est possible que cette montée en puissance de l'aristocratie ait été associée à une concentration relative de la propriété foncière au profit des plus riches, considérant que leur mode de domination économique constitue le cœur de leur légitimité à participer à la politique de la communauté. Le grand nombre de noms de magistrats monétaires sur les monnaies arvernes du Ier siècle et la mobilité du peuplement laissent penser que le pouvoir politique est à la fois instable et très disputé. Toujours est-il que ce régime aristocratique ne fait pas l'unanimité, et les partisans d'une royauté populaire sont sans doute encore nombreux. Les tensions politiques sont très fortes. Celtillos, père de Vercingétorix, se trouvant en position de puissance, aurait, selon César, aspiré à la royauté : ses compagnons le mirent alors à mort pour prévenir tout retour à la monarchie traditionnelle.

#### Guerre des Gaules, restauration de la monarchie et fin de l'indépendance arverne
C'est dans ce contexte que les Romains profitent des tensions internes au monde celtique pour faire leur irruption plus avant pour contrôler la région. César au début de son récit de la guerre des Gaules nous apprend que les Arvernes n'avaient pas abandonné leurs prétentions à une puissance militaire et diplomatique en Gaule. Depuis -121 au moins, leurs rivaux étaient les Éduens, alliés et amis du peuple romain. Dans la première moitié du Ier siècle av. J.-C., César nous apprend comment ces derniers furent vaincus par les Séquanes alliés aux Germains d'Arioviste. Au début de la Guerre des Gaules, les Arvernes observent une position de relative neutralité et de prudence face à César, dont le but est alors simplement d'empêcher les Helvètes de menacer l'intégrité du territoire des Eduens, et de bloquer toutes velléités des Germains sur la rive sud du Rhin. Cette timidité des premiers temps était peut-être le signe par ailleurs de dissensions intérieures au sein des élites politiques arvernes, ne sachant quelle attitude adopter face à un ennemi puissant aux alliés nombreux.

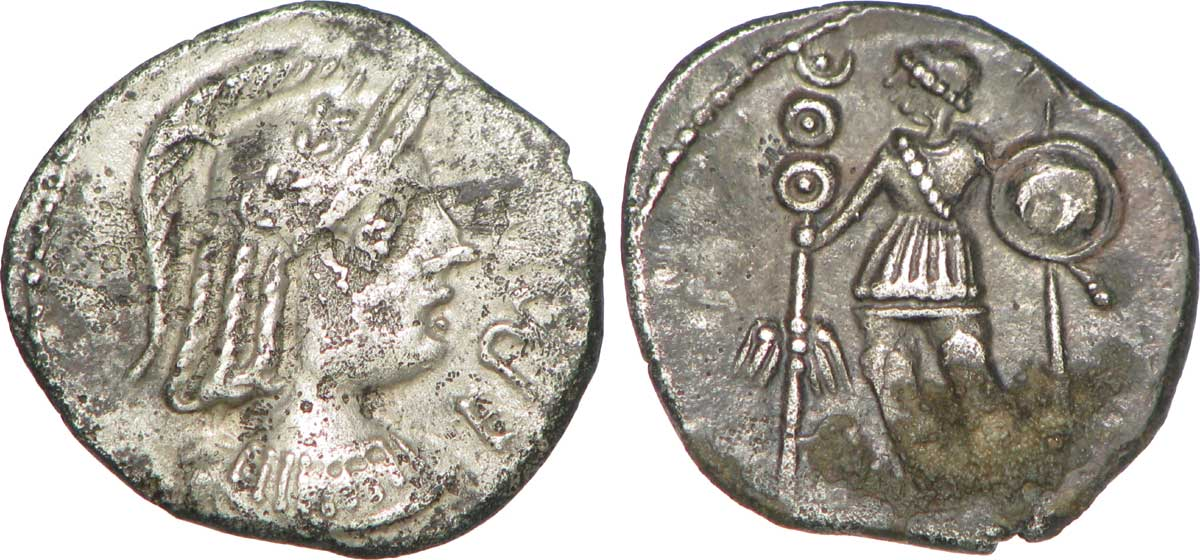
Denier dit EPAD au guerrier frappé par les Arvernes après la défaite d'Alésia en -52 Av. J.C.

Lors de la dernière partie de la guerre des Gaules, Vercingétorix, noble arverne, revendique à nouveau la royauté pour lui. Il se heurte à son tour aux autres aristocrates et notamment à son oncle Gobannitio. Prenant la fuite, il s'appuie sur le peuple des campagnes pour s'imposer et prendre le titre de roi. Ce changement politique obtenu, il demande à toutes les tribus gauloises de lui envoyer des otages nobles, puis il prend la tête de la coalition gauloise contre César.
Lorsque César vient le défier en Auvergne sur son oppidum fortifié, lors du siège de Gergovie, Vercingétorix repousse l'armée romaine et poursuit les soldats de César en déroute. Mais il commet l'erreur de laisser César reconstituer ses forces et ses alliances en quelques mois, grâce à la nourriture et aux chevaux qui lui sont fournis par d'autres peuples gaulois.
Poursuivant d'abord César, Vercingétorix est progressivement pris au piège et le chasseur devient chassé. Il est contraint de s'enfermer dans l'oppidum des Mandubiens, à Alésia. Là, il est progressivement entouré par un ingénieux système de siège par double encerclement. Le chef arverne fait envoyer partout en Gaule l'élite de sa cavalerie pour quérir des secours, formant une armée de plus de 200 000 hommes dont l'objectif est de briser les lignes de César pour mener une attaque conjointe depuis les retranchements d'Alésia. L'assaut général est un échec, César se jetant personnellement dans le combat et faisant capturer le chef de l'armée de secours, il obtient la reddition personnelle de Vercingétorix, probablement livré collégialement par les autres chefs de la coalition.
César après sa victoire fait preuve de clémence et de sens politique, il ménage les Arvernes et leur rend 20 000 prisonniers, sans doute pour s'attacher la gratitude et la clientèle d'une partie de l'aristocratie qui lui avait été favorable antérieurement à la prise de pouvoir du jeune roi déchu. Les Arvernes retrouvent donc un gouvernement dirigé par une assemblée de magistrats et de notables. C'est Epasnactos qui prend la tête de la cité. Décrit comme un grand ami de Rome par César, il nous est aussi connu par des monnaies marquées de la légende EPAD, dont un très grand nombre ont été retrouvées à Gergovie. Epasnactos prouve sa fidélité à Rome en livrant à César le chef cadurque Luctérios tout à la fin de la guerre.

### Civitasgauloise intégrée à l'Empire romain

#### Capitale nouvelle
La cité des Arvernes est alors intégrée à la nouvelle province d'Aquitaine mais grâce à l'ancienne puissance des Arvernes ainsi que leur valeur durant la guerre (dont la bataille de Gergovie est un bon exemple), l'Arvernie reste relativement indépendante. En effet, elle possède son propre gouvernement, ses propres guerriers, la liberté de culte. La cité reste indépendante mais doit quand même payer un léger tribut à Rome qui est son partenaire commercial privilégié et contracte une alliance défensive mutuelle. L'Arvernie devient donc une sorte de protectorat. Elle semble avoir connu alors une certaine prospérité.
L'urbanisme antique en reste peu connu, mais il s'organisait selon un plan orthogonal, comme bien des villes romaines. Aujourd'hui un seul vestige antique est encore visible dans la ville, il s'agit du « Mur des Sarrazins », ainsi nommé à l'époque médiévale.
Des établissements thermaux ont été retrouvés à proximité de Clermont-Ferrand, à Royat et à Chamalières — un sanctuaire associé à des sources a conservé de très nombreux ex-voto, visant à guérir des membres malades par les eaux thermales volcaniques, aujourd'hui visibles au musée Bargoin de Clermont-Ferrand, avec l'une des plus longues inscriptions en langue gauloise.
Il y a donc une réelle continuité avec le passé : la romanisation se bâtit sur le passé gaulois et non contre lui. Ainsi le sanctuaire de Corent est-il réaménagé sur la base du plan antérieur, mais avec des techniques de construction romaine, et un fanum est élevé, en plus des deux petits temples.
La présence successive de centres urbains et religieux à Corent, puis Gergovie, puis Nemessos (Clermont-Ferrand), ne signifie donc pas la fin du rôle religieux du sanctuaire de Corent.
Les archéologues vont de surprise en surprise et redéfinissent avec humilité les espaces et avancées techniques des Arvernes à chaque nouvelle fouille. Nous avons maintenant la certitude qu'une grande partie des technologies romaines ont été prises aux Gaulois, telles que les casques, les cottes de maille et boucliers, les fortins de bois et de pierre et le travail des métaux, dont une partie de la joaillerie précieuse consommée par les Gauloises, avant de l'être par les Gallo-Romaines.

#### Des notables discrets, un peuple industrieux
Peu d'arvernes sont connus sous l'Empire, et si certains intègrent l'ordre équestre ou l'ordre sénatorial, ils nous sont restés quasiment inconnus.
Au IIIe siècle nous savons qu'un notable Arverne, Caius Atilius Marullus, était le client du puissant Timésithée. À la fin de l'Antiquité cependant le personnage de Sidoine Apollinaire évêque montre l'importance et la richesse de la noblesse arverne et ses liens avec Rome.
Les Arvernes donnèrent à l'Empire romain d'Occident l'un de ses derniers empereurs, Eparchus Avitus de 455 à 456, beau-père de Sidoine Apollinaire.
Les prospections archéologiques récentes menées autour de Clermont-Ferrand, ont fait apparaître un dense réseau d'établissements agricoles (villae) qui structurait l'espace rural de la Limagne et fut mis en place au Ier siècle.
De très nombreuses villae ont été identifiées dans un rayon de 20 à 30 km de la ville, avec des densités fortes pour les terres les plus fertiles, attestant d'une intense mise en valeur agricole et d'une occupation démographique importante. Un assez grand nombre de ces villae reprennent en fait l'emplacement d'une exploitation de l'époque de La Tène.
D'autres indices de continuité existent, il semblerait en fait qu'une période de concentration des propriétés rurales ait eu lieu au début du Ier siècle av. J.-C. : il y aurait donc eu une relative continuité sociale des élites arvernes entre la fin de la période de l'indépendance et l'époque de l'Empire romain.
Par ailleurs, la production agricole semble avoir pris une importance plus grande au Ier siècle, la période précédente témoignant aussi de pratiques d'élevage de vaches, de moutons et de porcs, tout comme chez d'autres peuples gaulois. La production principale semble avoir été tournée vers les céréales, comme le témoigne la découvertes d'immenses silos à Corent (août 2015) et la découverte d'un moulin hydraulique aux Martres-de-Veyre.
La présence de très nombreuses amphores rend possible qu'il y ait eu aussi de la viticulture.
Les densités maximales semblent atteintes au IIe siècle apr. J.-C. Une assez forte continuité est cependant notée dans l'occupation des villae, en particulier pour les plus riches, qui se maintiennent au Bas Empire et même parfois au Haut Moyen Âge
À la fin du Ier siècle, les ateliers de céramique de Lezoux, déjà actifs du temps des Arvernes, connaissent un succès considérable et exportent leur céramique sigillée dans une grande partie de l'occident romain, à l'image d'autres ateliers céramiques gaulois comme celui de La Graufesenque.
Les formes de ces céramiques, les signatures des potiers, sont des indices précieux pour les archéologues, notamment pour dater le site où les céramiques furent retrouvées.
Ces témoignages d'une prospérité incontestable, d'une romanisation importante et d'une bonne insertion dans les échanges qui animaient l'empire, rendent donc d'autant plus énigmatique notre faible connaissance des élites de la cité arverne sous l'empire. Mais il est vrai que c'est également le cas pour d'autres cités gauloises. De nouvelles recherches viendront probablement lever le voile sur ces riches Arvernes.

## Culture et religion

### Cultes

#### Mercure: un dieu central

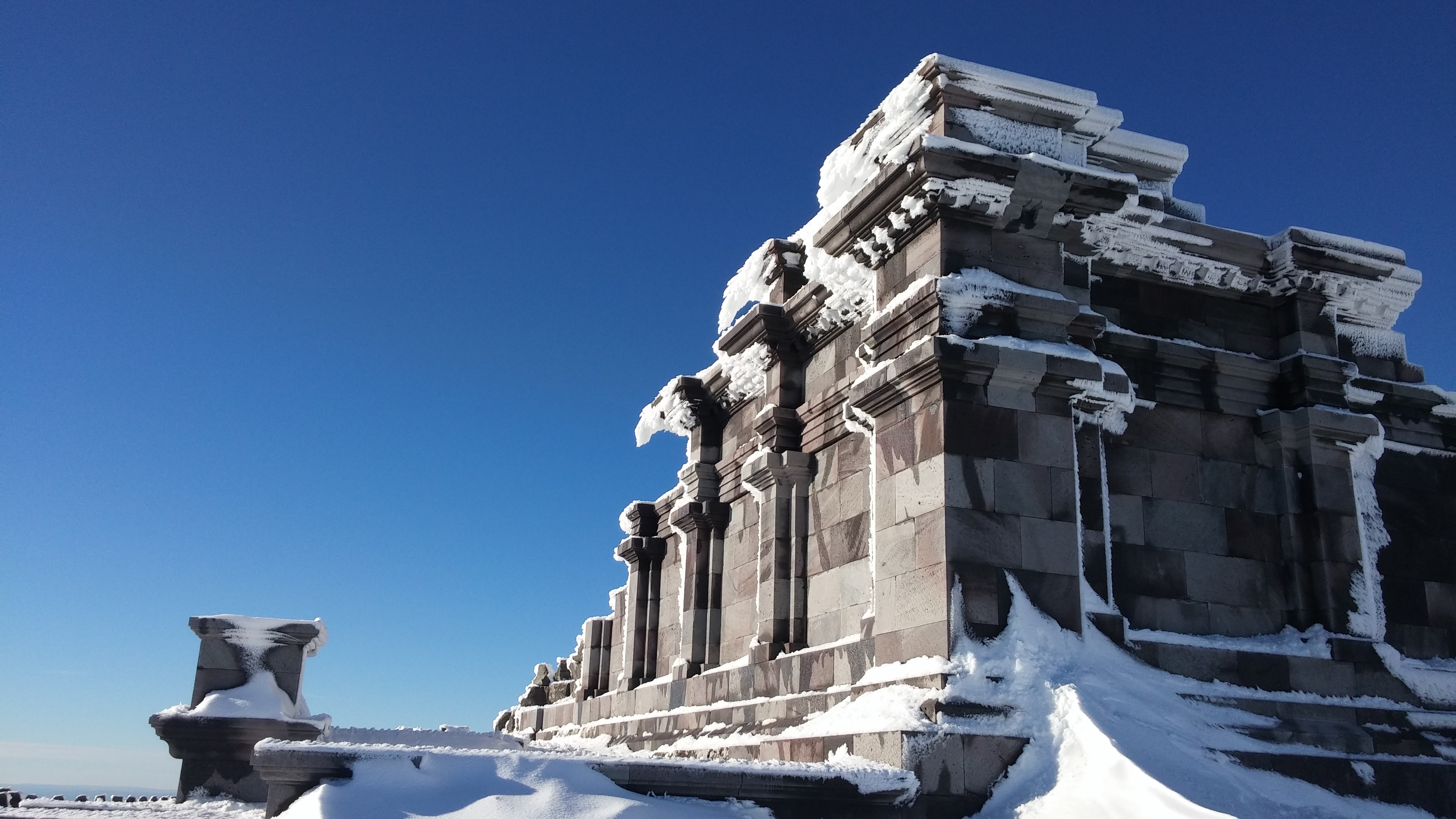
Ruines du Temple de Mercure.

Durant le Ier siècle, la cité se dote d'un riche temple dédié à Mercure, qui correspond sans doute à celui dont les restes furent retrouvés au sommet du puy de Dôme. Ce temple continue donc la tradition religieuse attachée au lieu déjà utilisé par le culte druidique arverne. Une des inscriptions votives trouvées dans ce temple, sur plaque de bronze, est dédiée plus précisément à Mercure Dumias. Dieu des voyageurs, Mercure protégeait la voie romaine d'Agrippa de Lyon à Saintes qui franchissait la chaîne des Dômes au pied du puy de Dôme, ainsi que l'attestent quatre statues du dieu découvertes au long de la voie sur dix kilomètres de son trajet de part et d'autre du col de Ceyssat.
Pline l'Ancien nous a conservé la description de la statue colossale que le sculpteur Zénodore avait érigée pour ce sanctuaire. Un temps interprété comme le Vasso Galate décrit par Grégoire de Tours, on considère désormais que le temple de Vasso Galate correspond aux structures retrouvées dans l'actuel quartier de Jaude à Clermont-Ferrand.
L'intérêt pour la statue de Zénodore a été relancé en avril 2007 par la découverte, au sud de l'agglomération antique de Clermont-Ferrand, d'un pied de statue monumentale antique de grande dimension — 60 cm, soit une statue de 4 mètres environ — fait en alliage de cuivre et d'une réalisation de qualité exceptionnelle : si rien n'indique qu'il s'agisse d'un fragment de la statue de Zénodore, cette découverte témoigne de la présence d'une grande statuaire de qualité dans la capitale arverne à l'époque romaine.
Le Mercure arverne était l'héritier direct du dieu gaulois Lug. Des inscriptions — trouvées en des sites parfois très éloignés de l'Auvergne — le qualifient d’Arvernus ou d’Arvernorix.

#### Pratiques funéraires
Situé à la confluence de l’Allier et de l’Auzon, le site de Gondole occupe une terrasse alluviale à peu près triangulaire, d’environ trente hectares. C'est l'un des six oppida fortifiés et peuplé par les Arvernes.
Dans la plaine du Cendre qui s’étend en contrebas ont été découvertes un certain nombre de fosses antiques remontant aux Arvernes.
Plusieurs tombes, détruites au XIXe siècle ou fouillées récemment, ont livré de grandes quantités d’ossements humains et animaux, équidés pour l’essentiel, tendant à prouver que les guerriers, cavaliers ou nobles Arvernes se faisaient, tout comme en Chine à Xian, enterrer avec leurs chevaux.

#### Productions artisanales
La cité des Arvernes fut à l'époque romaine un des lieux de production majeurs de la céramique sigillée, notamment dans les ateliers de Lezoux.

## Arvernes renommés
- Bituitos : roi des Arvernes du IIe siècle av. J.-C., fils de Luernios, dernier roi des Arvernes jusqu'à Vercingétorix.
- Luernios : roi des Arvernes du IIe siècle av. J.-C., père de Bituitos, dirige l'hégémonie arverne en Gaule.
- Celtillos : vergobret de la nation arverne du Ier siècle av. J.-C., père de Vercingétorix, exécuté pour avoir voulu rétablir la royauté en Arvernie.
- Gobannitio : première moitié du Ier siècle av. J.-C., oncle de Vercingétorix et vergobret des Arvernes à la suite de la mort de son frère Celtillos (à laquelle il prend part).
- Vercingétorix : -77(?) - 46, fils de Celtillos et neveu de Gobannito, dirige le peuple arverne et la grande révolte gauloise de -52, magnifique vainqueur de Gergovie et sublime vaincu d'Alésia.
- Vercassivellaunos : première moitié du Ier siècle av. J.-C., cousin de Vercingétorix et commandant dans l'armée de secours d'Alésia.
- Epasnactos : première moitié du Ier siècle av. J.-C., chef arverne favorable à César.
- Critognatos : l’un des chefs gaulois assiégés dans Alésia.
- Eparchus Avitus : (v. 395 - 456), noble arverne qui fut empereur romain d'Occident (455-456).
- Ecdicius : (v. 420 - ?) fils d'Avitus, participe à la résistance victorieuse de l'Auvergne lors des invasions barbares du Ve siècle.

#### Généralités
- Venceslas Kruta, Les Celtes : histoire et dictionnaire, des origines à la romanisation et au christianisme, Paris, Robert Laffont, coll. « Bouquins », 2000, 1005 p. (ISBN 978-2-221-05690-5, BNF 37205227)
- Pierre-Yves Lambert, La langue gauloise : description linguistique, commentaire d'inscriptions choisies, Paris, Errance, coll. « Hespérides », 2003, 248 p. (ISBN 978-2-87772-224-7, BNF 38970347)
- Michel Provost et Christine Mennessier-Jouannet (dir.), Le Puy-de-Dôme, Paris, Académie des inscriptions et belles-lettres, coll. « Carte archéologique de la Gaule » (no 63/2), 1994, 375 p. (ISBN 978-2-87754-031-5)
- Frédéric Trément, Jean-Pierre Chambon, Vincent Guichard et David Lallemand, « Le territoire des Arvernes : limites de cité, tropismes et centralité », dans Mennessier-Jouannet et Deberge 2007, 2007 (ISBN 978-2-912369-13-0, lire en ligne), p. 99-110

#### Protohistoire
- Christine Mennessier-Jouannet et Yann Deberge (éd.), L'archéologie de l'âge du fer en Auvergne : actes du XXVIIe Colloque international de l'Association française pour l'étude de l'âge du fer, Clermont-Ferrand, 29 mai-1er juin 2003, Lattes, Association pour le développement de l'archéologie en Languedoc-Rousillon, coll. « Monographies d'archéologie méditerranéenne », 2007, 432 p. (ISBN 978-2-912369-13-0, BNF 41048178)
- Yann Deberge, Christine Vermeulen et John Collis, « Le complexe de Gandaillat/La Grande Borne : un état de la question », dans Mennessier-Jouannet et Deberge 2007, 2007 (lire en ligne), p. 267-289
- Yann Deberge, « Les établissements ruraux fossoyés en Basse Auvergne du IIIe au IIe s. av. n. è. », dans Mennessier-Jouannet et Deberge 2007, 2007 (lire en ligne), p. 221-241
- Matthieu Poux (dir.), Corent : voyage au cœur d'une ville gauloise, Paris, Errance, 2012, 2e éd. (1re éd. 2011), 299 p. (ISBN 978-2-87772-500-2, BNF 42703018)

#### Période romaine
- Florian Baret, « Le réseau des agglomérations antiques dans les cités du Massif central (Arvernes, Vellaves, Gabales, Rutènes, Cadurques et Lémovices) entre le Ier s. av. J.-C. et le Ve s. ap. J.-C. », Gallia, t. 73.2,‎ 2016, p. 169-212 (ISSN 0016-4119, lire en ligne, consulté le 4 décembre 2018)
- Florian Baret, Origines de la ville dans le Massif Central. Les agglomérations antiques, Tours, Presses Universitaires François-Rabelais, coll. « Villes et Territoires », 2022 (ISBN 978-2-86906-804-9)
- Frédéric Trément (dir.), Les Arvernes et leurs voisins du Massif Central à l'époque romaine : une archéologie du développement des territoires, vol. 600-601 ; 606-607, t. 125 ; 127, Clermont-Ferrand, Alliance Universitaire d'Auvergne, coll. « Revue d'Auvergne », 2011 ; 2013, 512+465 (ISSN 1269-8946)
- Frédéric Trément, « Romanisation et dynamiques territoriales en Gaule centrale : le cas de la cité des Arvernes (IIe s. av. J.-C. – IIe s. ap. J.-C.) », dans Jean-Luc Fiches, Rosa Plana-Mallart & Victor Revilla Calvo, Paysages ruraux et territoires dans les cités de l'Occident romain : Gallia et Hispania, Montpellier, Presses universitaires de la Méditerranée, coll. « Mondes anciens », 2013, 396 p. (ISBN 978-2-84269-968-0, lire en ligne), p. 27-47
- Frédéric Trément, « La cité arverne à l'époque romaine », dans Daniel Martin, L'identité de l'Auvergne, Nonette, Créer, 2002 (ISBN 2-909797-70-8, lire en ligne), p. 194-217
- Bernard Rémy, Inscriptions latines d'Aquitaine : Arvernes, Bordeaux, De Boccard, 1996, 214 p. (ISBN 978-2-910023-05-8, BNF 35857212)